# Ignatyevói repülőtér
Az Ignatyevói repülőtér (IATA: BQS, ICAO: UHBB) (orosz nyelven: Аэропорт Игнатьево) nemzetközi repülőtér Oroszországban, amely Blagovescsenszk közelében található. Éves utasforgalma 412 835 fő (2018).

## Futópályák
A repülőtér futópályái:
- 18/36 (2821 m, 45 m, aszfalt)

## Forgalom
Az utasforgalom az elmúlt években az alábbi módon változott:
| Utasok száma | 241 338 | 316 468 | 318 922 | 362 953 | 319 045 | 398 705 | 412 835 | 552 802 | 436 768 | 710 956 |
|              | 2012    | 2013    | 2014    | 2015    | 2016    | 2017    | 2018    | 2019    | 2020    | 2021    |